# 共進駅

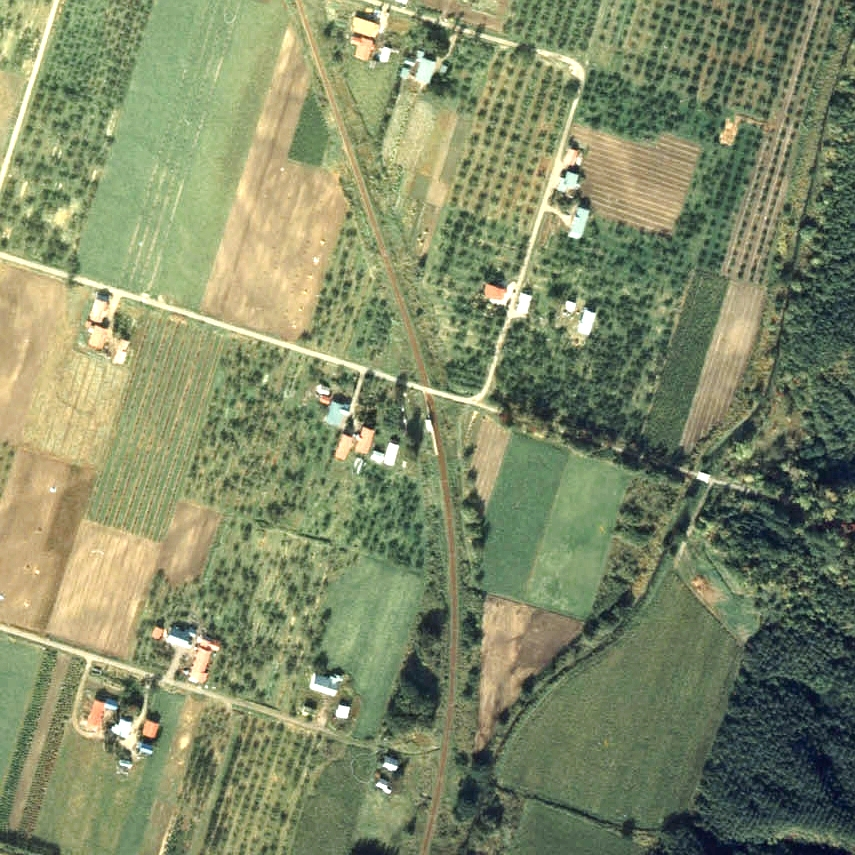
1977年の共進駅と周囲約500m範囲。下が遠軽方面。名寄側に二十三号道の踏切。ホーム横に待合室が見える。

共進駅（きょうしんえき）は、かつて北海道（網走支庁）紋別郡上湧別町字南兵村一区（現・湧別町南兵村一区）に設置されていた、北海道旅客鉄道（JR北海道）名寄本線の駅（廃駅）である。事務管理コードは▲122126。

## 歴史
当駅が所在した南兵村一区は1897年（明治30年）に屯田兵の入植が始まった地区であるが（後述）、現在の名寄本線にあたる湧別軽便線社名淵駅（→開盛駅） - 湧別駅間が1916年（大正5年）に開通した際に駅は設けられず、鉄道の利用には上湧別駅まで徒歩で約3km、開盛駅まで徒歩で約5kmかかる状態にあった。1949年（昭和24年）3月4日の大雪では詳細不明ではあるが住民が鉄道事故で死亡する事件もあり、住民の間では乗降場の設置を求める声が上がっていた。
1955年（昭和30年）に入り、当地の部落会長ら役員は鉄道当局へ乗降場の設置を請願し、同年12月にこれが認められる形で当地に乗降場が新設され、1959年（昭和34年）には正規の駅となった。
一部の普通列車は通過した（1989年（平成元年）4月30日時点（廃止時の時刻表）で、下り3本上り3本（快速運転列車））。

### 年表
- 1955年（昭和30年）12月：日本国有鉄道（国鉄）名寄本線の一区中通仮乗降場（いっくなかどおりかりじょうこうじょう、局設定）として開業[1]。
  - 当地の郷土誌である『拓魂八十年 : 郷土誌』（1980年）によると、乗降場の工事着手は12月6日、完成は翌7日であった[3]。工事は住民の手で行われた[3]。
  - また、名寄本線・渚滑線・興浜南線でのレールバスの運行開始は同年の12月25日であり[5]、同日新設の仮乗降場も多くある。
- 1959年（昭和34年）11月1日：駅に昇格、同時に改称し、共進駅となる[1][6][3]。旅客のみ取り扱い。
- 1960年（昭和35年）11月18日：前日からの工事により乗降ホームを南にコンクリート板により延長[3]。
- 1963年（昭和38年）12月10日：待合所（床面積3坪）を新設[3]。費用の23万円は町費助成20万円と建設業者の寄付3万円で賄われた[3]。
- 1965年（昭和40年）12月：待合所の南に便所を設置。費用の4.9万円のうち4万円は町費助成で賄われた[3]。
- 1987年（昭和62年）4月1日：国鉄分割民営化により、国鉄からJR北海道に継承[1]。
- 1989年（平成元年）5月1日：名寄本線の全線廃止に伴い、廃駅となる[1]。

### 駅名の由来
当初の名称の「一区中通」は所在する「南兵村一区」の中通り神社前に新設されたことによる。当地は1897年（明治30年）に屯田歩兵第4大隊第4中隊第1区隊（屯田兵）が入植した屯田兵村であり、当初は部隊名から「四中隊一区（通称：四の一）」と呼ばれていたものが、屯田兵隊の解散後、地名も「南兵村一区」と改められたものである。
駅昇格後の名称である「共進」は「南兵村一区」の別名である。1973年（昭和48年）に国鉄北海道総局が発行した『北海道　駅名の起源』では単に当地の住民が「手に手を取って共に進もう」という意味で名づけたものである、といった解説がなされているが、当地におけるその名称の起こりは1903年（明治36年）に開拓農家子息の組織として設置された「共進青年会」にあり、その後農事団体など多くの組織に「共進」の名称が使われ、結果地区名として「共進」の名称も使われるようになった。

## 駅構造
廃止時点で、単式ホーム1面1線を有する地上駅であった。ホームは、線路の西側（遠軽方面に向かって右手側）に存在した。転轍機を持たない棒線駅となっていた。
無人駅となっており、駅舎はないがホーム中央部分に待合所を有していた。

## 利用状況
乗車人員の推移は以下のとおり。年間の値のみ判明している年については、当該年度の日数で除した値を括弧書きで1日平均欄に示す。乗降人員のみが判明している場合は、1/2した値を括弧書きで記した。
| 年度               | 乗車人員 | 乗車人員 | 出典  | 備考 |
| 年度               | 年間     | 1日平均  | 出典  | 備考 |
| ------------------ | -------- | -------- | ----- | ---- |
| 1978年（昭和53年） |          | 14       | [ 8 ] |      |

## 駅周辺
- 国道242号（置戸国道）[9]
- 湧別川[9]
- 共進川[9]
- 北海道北見バス・北紋バス「南兵村1区」停留所
- 川上神社

## 駅跡
2001年（平成13年）時点では、駅跡は判別不能であった。2011年（平成23年）時点でも同様で、何も残っていない。

## 隣の駅
北海道旅客鉄道
名寄本線
上湧別駅 - 共進駅 - 開盛駅